# Црква Светих Апостола Петра и Павла у Грабу
Црква Светих Апостола Петра и Павла у Грабу, насељеном месту Општине Лучани, припада Епархији жичкој Српске православне цркве, Црквеној општини Горачићи. Налази се на планини Јелици, у близини археолошког локалитета Градина. Градња храма завршена је 2007. године.
Црква је омањих диманзија, једноставне, подужне основе, са куполом изнад наоса. У нишама на западној фасади насликани су Свети апостоли Петар и Павле.